# Wet-for-dry
Wet-for-dry („Nass als trocken“) bezeichnet ein Verfahren der Filmkunst, bei der durch technische Manipulation Unterwasseraufnahmen verändert werden, um dem Betrachter den Eindruck einer über Wasser aufgenommenen Filmszene zu vermitteln.

## Vorgehen
Die Schauspieler werden in einem wassergefüllten Tank gefilmt, um eine übernatürliche Darstellung zu erzeugen, die sich der Gravitation widersetzt. In der Regel kommen hierbei Chromakey oder vergleichbare Techniken zum Einsatz. Insbesondere lange Haare oder Gewänder können bei dieser Technik durch wallende Bewegungen in Szene gesetzt werden. Eine Herausforderung besteht bei dieser Technik in der Verwendung wasserfesten Makeups.

## Verwendung in Spielfilmen
Die Wet-for-dry-Technik kam seit den 1980er Jahren in diversen Fernsehserien, Spielfilmen und Musikvideos zur Anwendung.
- 1981: Die Geister, die in dem Film Jäger des verlorenen Schatzes aus der Bundeslade aufsteigen, wurden von Models gespielt, die in einem Wassertank gefilmt wurden, um geisterhaft, fließende Effekte ihrer Haare und Kleidung zu erzielen. Dazu wurden Zeitlupeneffekte sowie der Einsatz einer unscharfen Linse verwendet, um einen ätherischen Eindruck zu erwecken.[1]
- 1992: Der Geist der vergangenen Weihnacht in dem Film Die Muppets-Weihnachtsgeschichte wurde mit der Wet-for-dry-Technik gedreht.
- 1998: Die Wet-for-dry-Technik kam im Musikvideo Only You von Portishead zur Anwendung.
- 2006: In der Fernsehserie Doctor Who wurde in der Episode The Satan Pit einer der Schauspieler mittels Wet-for-dry-Technik gefilmt, um ihn tot durch den Weltraum treibend darzustellen.
- 2007: Im Film 300 wurde der fließende Effekt des tanzenden Orakels von Delphi erzielt, indem die Darstellerin unter Wasser gefilmt wurde.[2]
- 2009: Die Dementoren der Harry-Potter-Filme wurden mittels Wet-for-dry-Technik gefilmt. In Harry Potter und der Halbblutprinz wurde die Schauspielerin Georgina Leonidas in der Rolle der Katie Bell in Wet-for-dry-Technik in den Szenen gefilmt, in denen sie sich in der Luft befindet und ihr Haar um ihren Kopf wirbelt.
- 2011: Für das Musikvideo I Need a Doctor von Eminem ist Estella Warren mittels Wet-for-dry-Technik gefilmt worden.

## Ähnliche Filmtechniken
Die gegenteilige Technik von Wet-for-dry wird Dry-for-wet genannt, bei der ein Darsteller in einem mit leichtem Nebel oder Rauch gefüllten Raum im Trockenen unter geschickter Beleuchtung gefilmt wird, um den Eindruck von Unterwasseraufnahmen zu erzeugen.
Ähnlich der Vermittlung der Illusion, eine Unterwasseraufnahme sei eine im Trockenen entstandene Filmaufnahme, existiert eine Filmtechnik, um tagsüber gedrehte Aufnahme wie Nachtaufnahmen aussehen zu lassen. Dies wird in der Filmkunst als Day-for-Night bezeichnet.